# Усе заради неї (фільм)
«Усе заради неї» (фр. Pour elle) — французький художній фільм режисера Фреда Кавайє, що вийшов на екрани наприкінці 2008 року. У російському відеопрокаті також відомий під назвою «Все заради неї».
Номінувався у національної французької кінопремії в категорії «найкращий дебют».

## Зміст
Ліза, Жульєн і їхній маленький син Оскар — щаслива сім'я. Та одного разу вранці поліція приїжджає за Лізою. Її звинувачують у навмисному вбивстві. Усі докази свідчать проти неї. І тепер Жульєн, звичайний вчитель французької, готовий зробити все, аби врятувати дружину. Навіть якщо йому доведеться переступити межі закону.

## Ролі
| Актор             | Роль              |
| ----------------- | ----------------- |
| Венсан Ліндон     | Жюльєн Оклер      |
| Діане Крюгер      | Ліза Оклер        |
| Ланселот Рош      | Оскар Оклер       |
| Ліліан Ровер      | мати Жюльєна      |
| Олів'є Пер'є      | батько Жюльєна    |
| Хамму Грайя       | коммендант Сусіни |
| Тьєррі Годар      | Паскаль Оклер     |
| Ремі Мартен       | капітан Жуссом    |
| Фредерік Марамбер | доктор Гардес     |
| Мусса Мааськрі    | Нашур             |
| Іван Франек       | Драган            |
| Жозеф Бедделем    | Хассан            |
| Алаа Сафі         | Мусса             |

## Ремейк
У листопаді 2010 року кінокомпанія Lionsgate випустила в широкий прокат ремейк даної кінострічки під назвою «Три дні на втечу». Головні ролі в ньому виконали Рассел Кроу та Елізабет Бенкс. Характерно, що автором сценарію американського фільму виступив Фред Кавайє, а виробництвом фільму займалася Fidélité Films.